# Lepadicyathus
Lepadicyathus is een geslacht van straalvinnige vissen uit de familie van schildvissen (Gobiesocidae).